# North Harbour International
Die North Harbour International (oder auch North Shore City International) sind offene neuseeländische internationale Meisterschaften im Badminton. Austragungsort der Titelkämpfe ist North Harbour in der Region Auckland. Bei den dokumentierten Austragungen seit 2002 konnten Punkte für die Weltrangliste und Preisgeld erspielt werden.

## Die Sieger
| Jahr      | Herreneinzel        | Dameneinzel        | Herrendoppel                               | Damendoppel                            | Mixed                                 |
| --------- | ------------------- | ------------------ | ------------------------------------------ | -------------------------------------- | ------------------------------------- |
| 2001      | Nathan Malpass      | Rhona Robertson    | Ashley Brehaut Stuart Brehaut              | Rhona Robertson Sara Runesten-Petersen | Nick Hall Sara Runesten-Petersen      |
| 2002      | Nick Hall           | Lenny Permana      | John Gordon Daniel Shirley                 | Nicole Gordon Sara Runesten-Petersen   | Daniel Shirley Sara Runesten-Petersen |
| 2003 2004 | nicht ausgetragen   | nicht ausgetragen  | nicht ausgetragen                          | nicht ausgetragen                      | nicht ausgetragen                     |
| 2005      | Geoffrey Bellingham | Rebecca Bellingham | Geoffrey Bellingham Craig Cooper           | Nicole Gordon Sara Runesten-Petersen   | Daniel Shirley Sara Runesten-Petersen |
| 2006      | John Moody          | Huang Chia-chi     | Daniel Shirley Craig Cooper                | Rachel Hindley Kimberly Windsor        | Kennevic Asuncion Kennie Asuncion     |
| 2007      | Erwin Kehlhoffner   | Larisa Griga       | John Moody Alan Chan                       | Chloe Magee Bing Huang                 | Carlos Longo Laura Molina             |
| 2008      | John Moody          | Sayaka Sato        | Rei Sato Naomasa Senkyo                    | Ayaka Takahashi Koharu Yonemoto        | Henry Tam Donna Haliday               |
| 2009 2017 | nicht ausgetragen   | nicht ausgetragen  | nicht ausgetragen                          | nicht ausgetragen                      | nicht ausgetragen                     |
| 2018      | Oscar Guo           | Jesica Muljati     | Kevin Dennerly-Minturn Oliver Leydon-Davis | Leanne Choo Renuga Veeran              | Maika Phillips Anona Pak              |
| 2019      | Nguyễn Tiến Minh    | Qiu Ziying         | Xuheng Zhuanyi Zhang Binrong               | Pan Hanxiao Yang Jiayi                 | Zhang Hanyu Pan Hanxiao               |
| 2020 2021 | nicht ausgetragen   | nicht ausgetragen  | nicht ausgetragen                          | nicht ausgetragen                      | nicht ausgetragen                     |
| 2022      | Yushi Tanaka        | Shiori Saito       | Chang Ko-chi Po Li-wei                     | Sung Shuo-yun Yu Chien-hui             | Chang Ko-chi Lee Chih-chen            |
| 2023      | nicht ausgetragen   | nicht ausgetragen  | nicht ausgetragen                          | nicht ausgetragen                      | nicht ausgetragen                     |
| 2024      | Karono Karono       | Tsai Hsin-pei      | Hiroki Midorikawa Kyohei Yamashita         | Lee Chih-chen Lin Yen-yu               | Chen Cheng-kuan Lee Chih-chen         |